# Сторм Гантер

Сторм Гантер (англ. Storm Hunter, до одруження Сендерз англ. Sanders ) — австралійська  тенісистка, що спеціалізується на парній грі, чемпіонка США 2022 року в міксті, перша ракетка світу в парній грі.

## Значні фінали

### Фінали турнірів Великого шолома

#### Пари: 1 фінал
| Результат | Рік  | Турнір    | Поверхня | Партнерка     | Супротивниці              | Рахунок  |
| --------- | ---- | --------- | -------- | ------------- | ------------------------- | -------- |
| Поразка   | 2023 | Wimbledon | Трава    | Елісе Мертенс | Сє Шувей Барбора Стрицова | 5–7, 4–6 |

#### Мікст: 1 титул
| Результат | Рік  | Турнір  | Поверхня | Партнер   | Супротивники                         | Рахунок          |
| --------- | ---- | ------- | -------- | --------- | ------------------------------------ | ---------------- |
| Перемога  | 2022 | US Open | Хард     | Джон Пірс | Кірстен Фліпкенс Едуар Роже-Васселен | 4–6, 6–4, [10–7] |

### Фінали турнірів WTA 1000

#### Парний розряд: 2 титули
| Результат | Дата | Турнір           | Поверхня | Партнерка     | Супротивниці                    | Рахунок                    |
| --------- | ---- | ---------------- | -------- | ------------- | ------------------------------- | -------------------------- |
| Перемога  | 2022 | Guadalajara Open | Хард     | Луїза Стефані | Анна Даніліна Беатріс Аддад Мая | 7–6(7–4), 6–7(2–7), [10–8] |
| Перемога  | 2023 | Italian Open     | Ґрунт    | Елісе Мертенс | Коко Гофф Джессіка Пегула       | 6–4, 6–4                   |

## Фінали турнірів WTA

### Парний розряд: 14 (6 титулів)
| Легенда          |
| ---------------- |
| Grand Slam (0–1) |
| WTA 1000 (2–0)   |
| WTA 500 (2–1)    |
| WTA 250 (2–6)    |

| Результат | В–П | Дата     | Турнір                              | Статус        | Поверхня | Партнерка          | Супротивники                     | Рахунок                    |
| --------- | --- | -------- | ----------------------------------- | ------------- | -------- | ------------------ | -------------------------------- | -------------------------- |
| Перемога  | 1–0 | Чер 2017 | Nottingham Open, UK                 | International | Трава    | Монік Адамчак      | Джоселін Рей Лора Робсон         | 6–4, 4–6, [10–4]           |
| Поразка   | 1–1 | Вер 2017 | Japan Women's Open                  | International | Hard     | Монік Адамчак      | Аояма Сюко Ян Чжаосюань          | 0–6, 6–2, [5–10]           |
| Поразка   | 1–2 | Вер 2017 | Guangzhou Open, КНР                 | International | Хард     | Монік Адамчак      | Елісе Мертенс Демі Схюрс         | 2–6, 3–6                   |
| Перемога  | 2–2 | Лют 2020 | Hua Hin Championships, Таїланд      | International | Хард     | Аріна Родіонова    | Барбара Гас Еллен Перес          | 6–3, 6–3                   |
| Поразка   | 2–3 | Sep 2020 | Istanbul Cup, Туреччина             | International | Ґрунт    | Еллен Перес        | Алекса Гуарачі Дезіре Кравчик    | 1–6, 3–6                   |
| Поразка   | 2–4 | Apr 2021 | Charleston Open, США                | WTA 250       | Ґрунт    | Еллен Перес        | Гейлі Баптіст Кеті Макнеллі      | 7–6(7–4), 4–6, [6–10]      |
| Поразка   | 2–5 | Jun 2021 | Nottingham Open, UK                 | WTA 250       | Трава    | Керолайн Долегайд  | Людмила Кіченок Ніномія Макото   | 4–6, 7–6(7–3), [8–10]      |
| Перемога  | 3–5 | Jan 2022 | Adelaide International, Австралія   | WTA 500       | Хард     | Ешлі Барті         | Дарія Юрак Шрайбер Андрея Клепач | 6–1, 6–4                   |
| Перемога  | 4–5 | Чер 2022 | German Open                         | WTA 500       | Трава    | Катержина Сінякова | Алізе Корне Джил Тайхманн        | 6–4, 6–3                   |
| Перемога  | 5–5 | Жов 2022 | Guadalajara Open, Мексика           | WTA 1000      | Hard     | Луїза Стефані      | Анна Даніліна Беатріс Аддад Мая  | 7–6(7–4), 6–7(2–7), [10–8] |
| Поразка   | 5–6 | Січ 2023 | Adelaide International, Австралія   | WTA 500       | Хард     | Катержина Сінякова | Ейджа Мухаммад Тейлор Таунсенд   | 2–6, 6–7(2–7)              |
| Перемога  | 6–6 | Тра 2023 | Italian Open                        | WTA 1000      | Ґрунт    | Елісе Мертенс      | Коко Гофф Джессіка Пегула        | 6–4, 6–4                   |
| Поразка   | 6–7 | Чер 2023 | Birmingham Classic, Велика Британія | WTA 250       | Трава    | Алісія Паркс       | Марта Костюк Барбора Крейчикова  | 2–6, 6–7(7–9)              |
| Поразка   | 6–8 | Лип 2023 | Wimbledon, Велика Британія          | Grand Slam    | Трава    | Елісе Мертенс      | Сє Шувей Барбора Стрицова        | 5–7, 4–6                   |

## Фінали турнірів WTA Challenger

### Парний розряд: 1 титул
| Результат | В–П | Дата     | Турнір                | Поверхня | Партнер     | Супротивники                | Рахунок        |
| --------- | --- | -------- | --------------------- | -------- | ----------- | --------------------------- | -------------- |
| Перемога  | 1–0 | Тра 2023 | WTA 125 Reus, Іспанія | Грунт    | Еллен Перес | Алекса Гуарачі Ерін Рутліфф | 6–1, 7–6(10–8) |